# Rádio Muda
A Rádio Muda é uma rádio livre mantida no interior da torre da caixa d'água da Universidade Estadual de Campinas (Unicamp), na cidade de Campinas, estado de São Paulo, Brasil. Está no ar há mais de 30 anos.

## Histórico
A história da Muda é transmitida oralmente de programador para programador. Estórias expressadas de forma subjetiva, compondo uma história maior, inapreensível na sua totalidade, assim como qualquer realidade complexa. Não se sabe ao certo quais estudantes de engenharia eram esses que montaram o transmissor, nem como se davam as transmissões na Taba, nem exatamente como se deu a confusão do roubo do transmissor nas eleições do DCE. Cada pessoa, uma versão, um novo dado, outra visão do mesmo contexto. A Muda se dá assim, através de relações informais e subjetivas. Através do coloquial, da tecnologia artesanal. Há um coletivo - um grupo de pessoas que tomam as decisões referentes às questões da rádio - que gere a Muda. A estrutura da Muda se altera em função direta da composição desse coletivo em cada momento, semestre, ano. Ou seja, a Muda de agora não é a mesma de há cinco anos. E esta não é a mesma de há dez anos. E o que dirá de há trinta anos. Ainda que diferente, pois subjetividades diferentes a compõe nesses diferentes momentos, permanece sua estrutura maleável e alguns princípios norteadores. O que fica é a prática do questionamento e a prática da liberdade de comunicação através da rádio transmissão, através de uma organização propositiva e horizontal que se altera a cada novo ingresso de novos programadores.
Centenas de pessoas já passaram pelos estúdios da rádio ao longo desses anos. A rádio também envolve-se com inúmeras outras rádios livres do Brasil e do mundo, além de movimentos sociais de outras naturezas, participando de encontros, promovendo debates e oficinas de rádio por vários estados, ajudando inclusive a criar outras rádios. Apenas para citar alguns exemplos, houve participação da rádio em várias edições do Fórum Social Mundial, principalmente as primeiras edições em Porto Alegre (2001, 2002, 2003), instalando o estúdio de rádio em conjunto com outros grupos e movimentos no Acampamento da Juventude e realizando transmissões de lá para Campinas; já fomos sede para inúmeras apresentações musicais de grupos pequenos da cidade, muitas vezes com apresentações dentro do pequeno estúdio, transmitindo ao vivo dentro da grade de programação; fizemos parcerias com o Hospital Psiquiátrico Cândido Ferreira, que trazia os internos para realizar um programa semanal na Muda, levando inclusive à criação de sua própria rádio Maluco Beleza atualmente; demos inúmeras oficinas em encontros de comunicação pela Brasil afora e também dentro da Unicamp; fomos objetos de estudos de vários projetos de graduação; para não falar dos próprios encontros de rádio livre onde estivemos presente e ajudamos a organizar em conjunto com o Rizoma de Rádios Livres.
É impossível falar sobre todos os programas e abarcar sua diversidade. Programas musicais, de entrevistas, de caráter jornalístico ou então artístico, de narração de futebol, de trilha de cinema, de debates. Inúmeros convidados já comparecem aos estúdios da Muda, sejam artistas de bandas locais, professores para debater temas da atualidade, integrantes de movimentos sociais para refletir sobre algum tema proposto. Muito já se debateu na Muda, não apenas sobre o tema da comunicação, mas sobre uma infinidade de temas. Já tivemos telefone e participação do ouvinte ao vivo, já fizemos retransmissão de rádios de outros estados ou países, já debatemos no ar com pessoas de outras cidades.
A Muda é de certa forma, uma escola para os programadores que por aqui passam. Não apenas se aprofunda a reflexão sobre a temática da comunicação, no que se refere à situação dos meios de comunicação no Brasil e no mundo, como também a experiência de se organizar em um movimento social. A Muda é um laboratório. Daqui, saíram muitas pessoas que hoje trabalham e pesquisam na área de comunicação, tecnologia, legislação, arte. Pessoas que estão aí contribuindo para a produção de conhecimento do país.
Ou seja, não é pouco. E não somos poucos. Somos muitas rádios livres, e não clandestinas, pelo Brasil e mundo afora. Não nos encaixamos na legislação para rádios comunitárias, pois esta é inadequada e mal escrita. Questionamos, na prática, a absurda e muitas vezes ilegal, concentração dos meios de comunicação nas mãos de poucos, muitos desses políticos. Ocupamos o espectro, propomos a auto-organização, nos organizamos através da legitimidade e não da falha legalidade.
A Rádio Muda é tema do livro infantil de Renato Tapajós de nome Rádio Muda.

## Rádio Livre derruba avião?
Um dos principais argumentos contra as rádios livres e de baixa potência é que constituem sérias ameaça para o tráfego aéreo e a comunicação de emergência. Frequentemente quando a rádio Muda é citada na grande mídia (Inclusive recentemente, após a última invasão do estúdio) são realizadas afirmações a respeito de interferências em aeronaves. Pois bem, a Rádio Muda opera em 88,5MHz, frequência distante da faixa de comunicação de aeronaves, que vai de 118 a 136MHz, excluindo, portanto, a possibilidade de interferência de canal adjacente.
Qualquer harmônico da frequência da Rádio Muda também não está dentro da faixa alocada para comunicação de aviões, e não existem emissoras FM próximas a Rádio Muda que permitam que ocorra a geração de frequências produto de intermodulação. O transmissor utilizado e construído para a Rádio Muda usa filtro de harmônicos (passa-baixa) com alta rejeição (maior que 40db) e tem emissão de espúrios em canal adjacente compatível com a máscara de emissão estabelecida pela Anatel, atestada por engenheiros elétricos da Unicamp, utilizando analisador de espectro. 
Não existe nenhuma medida de campo que comprove qualquer interferência da Rádio Muda em aviões ou outras emissoras de rádio. Além de tudo, as rádios livres funcionam com transmissores de baixa potência, que não representam perigo de interferência nas comunicações aéreas, mesmo com um transmissor não perfeitamente construído. Especificamente a respeito da Rádio Muda, de acordo com documento oficial do Chefe da CENIPA (Centro de Investigação e Prevenção de Acidentes Aeronáuticos), não existem registros acerca de interferências da Rádio Muda FM.
O engenheiro do CPqD Marcus Manhães escreveu o texto "Desmistificando as Interferências de radiodifusão FM em Comunicação Aeronáuticas", que corrobora com a ideia de que a interferência de rádios livres e comunitárias na comunicação de aeronaves é uma afirmação falsa, criada para defender os grandes oligopólios da comunicação e suportar a repressão da Anatel.

## Por que as Rádios Livres desobedecem a lei?
A comunicação livre não reconhece o Estado como única entidade capaz de elaborar leis e regras relativas ao funcionamento dos meios de comunicação. É proposto, através da prática, a apropriação e utilização de qualquer meio de comunicação e tecnologia, pressupondo que todas as tecnologias são e deveriam ser consideradas bens universais destinadas ao desenvolvimento humano, sua inteligência, afeto e comunicação. A Rádio Muda hoje se insere em um contexto amplo de relações além-fronteiras, sendo também expressão de uma necessidade social crescente por espaços abertos ao diálogo, a livre troca de informação e produção cultural.
A comunicação está em todos, muito antes de existirem governos e leis que a regulamentassem: livre, potente e transformadora. A rádio muda é uma rica experiência de apropriação e acesso às tecnologias de comunicação, de expressão de necessidades sociais e troca livre de informação e cultura, sendo até mesmo uma quebra no crescente processo de estreitamento e impessoalidade das relações humanas. Além disso, a rádio está inserida num contexto muito maior de movimentos sociais de mídias livres que questionam o modo como as grandes mídias construíram-se historicamente, a legislação vigente sobre meios de comunicação, e num sentido mais amplo, os próprios limites da liberdade de expressão.
Legalmente a Rádio Muda defende que o Estado brasileiro aloque parte do espectro destinado à radiodifusão (que poderia ser parte do espectro dos canais 5 e 6 ou 2 ao 4 assim que ocorrer o desligamento das transmissões de TV analógica no país) para uso livre, sem autorização prévia, sendo vedados os usos comerciais e para proselitismo de qualquer tipo. Esse modo de alocação do espectro é conhecido como Espectro Livre.
Na Lei Geral de Telecomunicações (Lei nº 9.472), o artigo 183 que tipifica o crime de radiodifusão clandestina é inconstitucional . O Artigo 19 da Declaração Universal dos Direitos Humanos, o Artigo 13 do Pacto de San José da Costa Rica, que foi incorporado à constituição pelo DECRETO N. 678, de 6 DE Novembro de 1992, pelo então presidente interino Itamar Franco, e o Artigo 5 e 220 da Constituição dão legitimidade às rádios livres.
Livros que tratam do assunto:
COELHO, Neto. Armando. Rádio comunitária não é crime, direito de antena: o espectro eletromagnético como bem difuso. São Paulo: Ícone, 2002. (download)
SILVEIRA, Paulo Fernando. Rádios Comunitárias. Del Rey, 2001 (link)

## Legalidade x Legitimidade
O coletivo rádio Muda, por ser organizado de forma horizontal e sem representantes legais, parece não conseguir ser entendido e muito menos reconhecido no sistema político do Estado. A formalidade deste sistema precisa de conclusões e de posições finais, sendo assim, a situação da legislação sobre os meios de comunicação no Brasil não reconhece a legitimidade destas rádios e busca constantemente identificar indivíduos com o objetivo de punir quem discorda de suas regulamentações. Porém, na visão do movimento de Rádios Livres, comunicação não precisa de nomes, mas, sim, de ações e relações. A organização da rádio se dá através da legitimidade de ações cotidianas que valorizam a reinvenção de sua própria estrutura, reconhecendo o espaço a partir das relações e da conexão de ideias. O seu nome pode ser seu apelido e as pessoas se reconhecem através do seu histórico, de que atitudes você toma perante a vida, como você trata o próximo e a prática de suas ideias. Portanto, a formalidade das instituições tem dificuldade em dialogar com a informalidade de uma rádio livre, pois não consegue rastreá-la, não há interlocutores específicos com os quais dialogarem. Esta forma de organização apesar de apresentar falhas, traz como elemento fundamental para a reflexão, o fato de que por não dispor de uma estrutura hierárquica que pudesse compor qualquer politica editorial seletiva, o direito a liberdade de expressão através dos microfones desta emissora está garantida. A rádio Muda está para a participação direta dos ouvintes, que podem tomar o microfone nas mãos e proferir seu discurso. Portanto, ela estabelece uma relação de reciprocidade através da qual quem ouve, pode falar, ou seja, todo ouvinte é um emissor em potencial.

## Como funciona a Rádio?
Para melhor compreender a rádio muda e sua posição diante do movimento de rádios livres, é necessário entender como ela se organiza. Primeiramente, os programadores da radio fazem parte do coletivo rádio muda que se reúne às segundas-feiras em frente à rádio. Participam atualmente das reuniões do coletivo em média de 20 a 30 pessoas. Há cerca de 50 programas inscritos na grade e aproximadamente 80 programadores.  O coletivo são as pessoas responsáveis pelas principais decisões, pela manutenção técnica dos equipamentos, etc. A introdução de novos integrantes, que também é tarefa do coletivo, ocorre a cada semestre através da “reunião de grade”, onde acontece a confraternização de novos programadores, a limpeza da rádio, e oficina de rádio. A comunidade é convocada para compor a grade da programação, onde as vagas são disputadas entre os interessados sem qualquer processo seletivo por parte do coletivo. Cada programador contribui com um valor semestral para as despesas da rádio e passa por uma oficina preparatória, onde os novos “mudeiros” se informam sobre os princípios e os equipamentos da rádio.
O coletivo não possui lideranças verticais formalizadas, pois, cada integrante possui o direito de propor pautas de reunião, contestar, aprovar ou não as decisões que são sempre tomadas por consenso. Para haver consenso deve haver aprovação ou rejeição da maioria absoluta do coletivo e raramente se usa o voto como forma de decidir questões, sendo esta forma até evitada pelo coletivo, que acredita existirem diversos pontos de vista a serem expressos e considerados. Em alguns casos fora da reunião semanal, os mudeiros, ou seja, os programadores possuem autonomia suficiente para decidir sobre questões de urgência, que deverão posteriormente ser apreciadas pelo coletivo. 
A rádio Muda não tem fins lucrativos, não veicula propaganda politica para candidatos ou partidos, não veicula propaganda religiosa ou comercial e também não comercializa seus horários. A rádio ocupa o espectro eletromagnético e o espaço público, se organizando a partir de relações informais, ou seja, os parâmetros do coletivo desta rádio livre diferem da formalidade instituída nas instituições estatais, empresariais e burocráticas. 
A Rádio Muda foi uma das primeiras emissoras do Brasil a ter um website e a retransmitir sua programação pela Internet, sendo inclusive citada como referência da área por Fedel (2012) e PEDROSA (2007).

## Mídialivrismo
A comunicação está em todos, muito antes de existirem governos e leis que a regulamentassem: livre, intrínseca, potente e transformadora.
A rádio muda é uma rica experiência de apropriação e acesso às tecnologias de comunicação, de expressão de necessidades sociais por espaços abertos ao diálogo, a atuação política, a troca livre de informação e cultura e até mesmo uma "solução" para o crescente processo de estreitamento e impessoalidade das relações humanas. Além disso, a rádio coloca-se num contexto muito maior de movimentos sociais por mídia livre, que questionam o modo como as grandes mídias construíram-se historicamente, a legislação vigente sobre meios de comunicação, e num sentido mais amplo, os próprios limites da liberdade de expressão.
O discurso da Rádio é muito maior do que a reivindicação ao acesso, inclusão, participação nesse sistema.
Ela luta pelo direito de definir um sistema próprio, onde a dimensão popular da sociedade é a mais relevante pra comunicação no espaço público. A rádio não reconhece o Estado como única entidade capaz de elaborar leis e regras relativas ao funcionamento das comunicações.
Todas as tecnologias são e deveriam ser considerados bens universais destinadas ao ser humano, sua comunicação, sua inteligência e seu afeto.